# Meisei Gotō
Meisei Gotō (jap. 後藤 明生, Gotō Meisei, auch: Akio Gotō; * 4. April 1932; † 2. August 1999) war ein japanischer Schriftsteller.

## Leben und Werk
Gotō wurde im Norden des damals unter japanischer Herrschaft stehenden Korea geboren. 1945 verlor er seinen Vater und kehrte 1946 nach Japan zurück. Er studierte ab 1953 dort russische Literatur an der Waseda-Universität und arbeitete bis 1968 in einem Verlagshaus. Danach lebte er als freischaffender Schriftsteller. Er verfasste mehr als dreißig Romane, von denen Hasamiuchi (in englischer Übersetzung Shot by Both Sides) mit dem Nihon Bungaku Taishō (Großer Preis für japanische Literatur) ausgezeichnet wurde.